# Záplavový algoritmus
Záplavový algoritmus je v informatice název algoritmu pro distribuci (materiálu) do všech částí grafu. Název konceptu je odvozen od konceptu zaplavení při povodni.
Záplavové algoritmy jsou používány v počítačových sítích (např. při směrování) a v počítačové grafice (např. záplavové obarvování). Záplavové algoritmy jsou používány i pro řešení matematických problémů (hledání cesty z bludiště) a mnoha problémů v teorii grafů.